# 2902 Westerlund
2902 Westerlund è un asteroide della fascia principale. Scoperto nel 1980, presenta un'orbita caratterizzata da un semiasse maggiore pari a 2,2035584 UA e da un'eccentricità di 0,1986467, inclinata di 4,37199° rispetto all'eclittica.